# نظر افضلی
نظر افضلی نمایندهٔ دورهٔ دهم مجلس شورای اسلامی از حوزهٔ انتخابیهٔ نهبندان و سربیشه در استان خراسان جنوبی است. او توانست با کسب ۱۹٬۵۵۳ رای از مجموع ۵۴٬۸۶۳ معادل ۳۵٫۶۴٪ درصد کل آرا به بهارستان راه پیدا کند.